# The Wash
The Wash er et æstuarium på nordvestsiden af East Anglia på østkysten af England. The Wash ligger, hvor Norfolk møder Lincolnshire. 
Fire store floder munder ud i The Wash.
52°55′00″N 0°15′00″Ø / 52.916666666667°N 0.25°Ø